# نملاوية شصية
النملاوية الشصية (الاسم العلمي:Ankylomyrmini) هي قبيلة من الحشرات تتبع فصيلة النمل من رتبة غشائيات الأجنحة.

## الأجناس
- النمل الشصي